# تیستا داس
تیستا داس (به انگلیسی: Tista Das) (زاده  ۹ مهٔ ۱۹۷۸) بازیگر، فعال حقوق تراجنسی هندی است.
او یک زن ترنس است.